# Zbigniew Jakubas

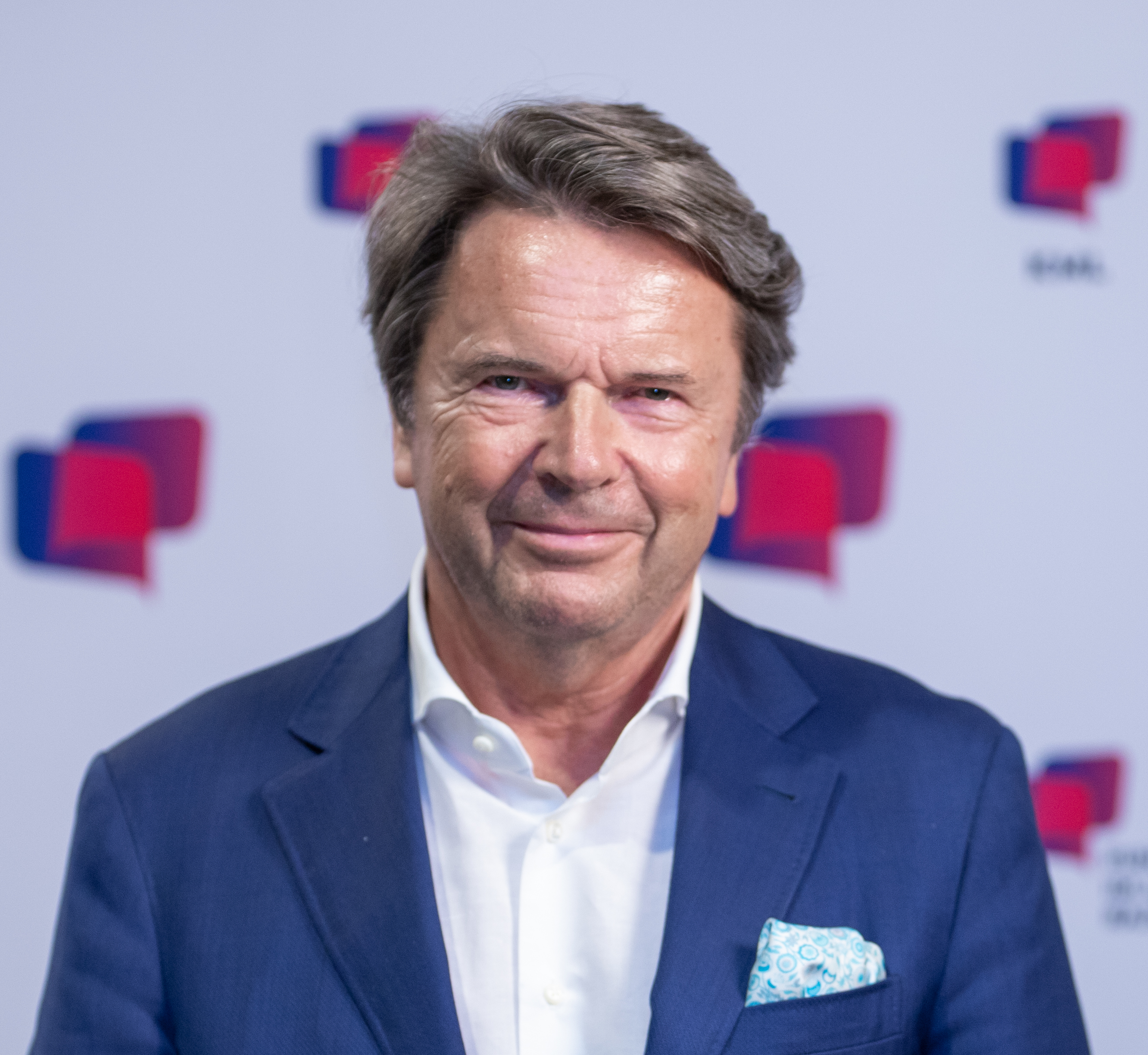
Zbigniew Jakubas (2020)

Zbigniew Jakubas (* 25. April 1952) ist ein polnischer Unternehmer. Er gehört zu den reichsten Polen. Gemäß einer jährlich aktualisierten Reichen-Liste in der polnischen Ausgabe der Zeitschrift Forbes betrug sein Vermögen im Jahr 2013 rund 325 Millionen Euro.

## Leben
Jakubas schloss 1978 sein Studium an der Technischen Universität Częstochowa (Fakultät für Elektrotechnik) ab. 1978 und 1979 war er als Lehrer an einer Berufsschule in Warschau tätig. Von 1979 bis 1983 ging er einer Gewerbetätigkeit nach. Als Unternehmer und Manager in eigenen Firmen trat er ab Mitte der 1980er Jahre hervor. Seit Mitte der 1990er Jahre ist er vorwiegend als Investor aktiv. Jakubas war Präsident des einflussreichen Unternehmerverbandes Polska Rada Biznesu.

### Unternehmer
Ab 1979 baute er eine Kette von Boutiquen in Warschau auf. Der Unternehmer war 1983 neben Krzysztof Sochacki Gründer und Miteigentümer des Modeproduzenten Ipaco. Diese Firma bietet seitdem die Auftragsherstellung von Damen- und Herrenkonfektion an und ist auch im Export tätig. Im Laufe der Jahre produzierte sie für Marken wie Escada, Gai Mattiolo, Hugo Boss, La Mania, Mariella Burani oder Vanessa Bruno (Prêt-à-porter, Casual- oder Sportbekleidung). In den 1990er Jahren hielt Jakubas über Ipaco auch eine Beteiligung an der polnischen Wohnzeitschrift Dom & Wnętrze.
Ab 1989 fungierte er als Geschäftsführer der von ihm gegründeten Multico, heute eine Holdinggesellschaft. Ebenso leitete er weitere Gesellschaften, wie Krynica Zdrój und Multico-Press.

### Investor
Jakubas ist Hauptgesellschafter der Grupa Kapitałowa Multico. Über diese Holding investiert er seit 1999 an der polnischen Börse. Die Gruppe hält Anteile an den teilweise börsennotierten Aktiengesellschaften Mennica Polska S.A., Newag S.A., Feroco S.A., Energopol Południe S.A., Energopol Warszawa S.A. sowie der Polna S.A. Auch Ipaco und weitere Gesellschaften sind heute in der Multico-Gruppe gebündelt.
Direkt oder indirekt gehören oder gehörten ihm auch Anteile an dem vormals staatlichen Schulbuchverlag WSiP (Wydawnictwa Szkolne i Pedagogiczne S.A.), Optimus S.A., Zakłady Azotowe Puławy, Ponar Wadowice S.A. und der Warschauer Tageszeitung Życie Warszawy.

## Sonstiges
Im Jahr 2001 wurde Jakubas von der Verlags- und Veranstaltungsgruppe Polskie Towarzystwo Wspierania Przedsiębiorczości (deutsch: Polnische Gesellschaft zur Förderung des Unternehmertums) mit dem Titel „Tego, który zmienia polski przemysł“ (deutsch: Der, der die polnische Industrie beeinflusst) ausgezeichnet.
Er kofinanziert das Jan-Kiepura-Musikfestival in Krynica-Zdrój.